# Oxira acharista
Oxira acharista är en fjärilsart som beskrevs av Charles Boursin 1948. Oxira acharista ingår i släktet Oxira och familjen nattflyn. Inga underarter finns listade i Catalogue of Life.